# Szudán az 1972. évi nyári olimpiai játékokon
Szudán az NSZK-beli Münchenben megrendezett 1972. évi nyári olimpiai játékok egyik részt vevő nemzete volt. Az országot az olimpián 4 sportágban 26 sportoló képviselte, akik érmet nem szereztek.

## Atlétika
Férfi
| Versenyző                                                                        | Versenyszám     | Előfutam | Előfutam | Előfutam | Negyeddöntő | Negyeddöntő | Negyeddöntő | Elődöntő | Elődöntő | Elődöntő | Döntő         | Döntő         |
| Versenyző                                                                        | Versenyszám     | Idő      | Hely.    | Össz.    | Idő         | Hely.       | Össz.       | Idő      | Hely.    | Össz.    | Idő           | Helyezés      |
| -------------------------------------------------------------------------------- | --------------- | -------- | -------- | -------- | ----------- | ----------- | ----------- | -------- | -------- | -------- | ------------- | ------------- |
| Ibrahim Saad Abdel Galil                                                         | 200 m           | 22,41    | 6.       | 53.      | kiesett     | kiesett     | kiesett     | kiesett  | kiesett  | kiesett  | kiesett       | kiesett       |
| Angelo Hussein                                                                   | 400 m           | 47,01    | 3.       | 33.*     | 47,33       | 8.          | 35.         | kiesett  | kiesett  | kiesett  | kiesett       | kiesett       |
| Angelo Hussein                                                                   | 800 m           | 1:48,9   | 3.       | 26.      |             |             |             | 1:51,1   | 8.       | 23.      | kiesett       | kiesett       |
| Dafallah Sultan Farah                                                            | 1500 m          | 4:02,9   | 10.      | 62.      |             |             |             | kiesett  | kiesett  | kiesett  | kiesett       | kiesett       |
| Shag Musa Medani                                                                 | 10 000 m        | 29:32,8  | 13.      | 35.      |             |             |             |          |          |          | kiesett       | kiesett       |
| Shag Musa Medani                                                                 | Maraton         |          |          |          |             |             |             |          |          |          | nem ért célba | nem ért célba |
| Moreldin Mohamed Hamdi                                                           | 110 m gát       | 15,80    | 7.       | 37.      |             |             |             | kiesett  | kiesett  | kiesett  | kiesett       | kiesett       |
| Mohamed Musa Gadou Dafallah Sultan Farah Ibrahim Saad Abdel Galil Angelo Hussein | 4 × 400 m váltó | 3:14,5   | 8.       | 21.      |             |             |             |          |          |          | kiesett       | kiesett       |

* - három másik versenyzővel azonos időt ért el

## Labdarúgás
| Szudáni labdarúgócsapat-játékoskeret | Szudáni labdarúgócsapat-játékoskeret |
| --- | --- |
| - Adam Mohamed Izz El-Din - Ahmed Bushara Wahba - Ahmed Abdo Mustafa - Ahmed Mohamed El-Bashir - Ahmed Mohamed Sharaf El-Din - El-Mannan Mohsin Atta - Nasr El-Din Abas - Hassan Nagm El-Din - Mohamed El-Sir Abdalla - Mohamed Abdel Fatah | - Omer Ali Hasab El-Rasoul - Salim Mahmoud Sayed - Sanad Bushara Abdel-Nadif - Suliman Gafar Mohamed - El-Nur Abdel-Qadir* - Awad Musa* - Abdel-Qadir Morgan* - Azzedeen El-Aati* - Othman El-Fadel* |

* - nem játszott csak nevezve volt

### Eredmények
Csoportkör
B csoport
| Csapat      | M | Gy | D | V | G+ | G– | Gk | P |
| ----------- | - | -- | - | - | -- | -- | -- | - |
| Szovjetunió | 3 | 3  | 0 | 0 | 7  | 2  | +5 | 6 |
| Mexikó      | 3 | 2  | 0 | 1 | 3  | 4  | -1 | 4 |
| Burma       | 3 | 1  | 0 | 2 | 2  | 2  | 0  | 2 |
| Szudán      | 3 | 0  | 0 | 3 | 1  | 5  | –4 | 0 |

| 1972. augusztus 28. 12:00 |

| Mexikó (MEX) | 1–0               | Szudán |
| ------------ | ----------------- | ------ |
| Manzo 16'    | (1–0) Jegyzőkönyv |        |

| Nürnberg Nézőszám: 500 Játékvezető: Francesco Francescon (olasz) |

| 1972. augusztus 30. 12:00 |

| Szovjetunió (URS)                          | 2–1               | Szudán          |
| ------------------------------------------ | ----------------- | --------------- |
| Jevrjuzsihin 42' (11-esből) Zanazanjan 44' | (2–0) Jegyzőkönyv | El-Din Abas 59' |

| Olimpiai Stadion, München Nézőszám: 25 000 Játékvezető: Ferdinand Biwersi (nyugat-német) |

| 1972. szeptember 1. 12:00 |

| Burma (BIR)                   | 2–0               | Szudán |
| ----------------------------- | ----------------- | ------ |
| Soe Than 7' Aung Moe Thin 61' | (1–0) Jegyzőkönyv |        |

| Passau Nézőszám: 2 000 Játékvezető: Marian Srodecki (lengyel) |

| Csapat       | Helyezés |
| ------------ | -------- |
| Szudán (SUD) | 15.      |

## Ökölvívás
| Versenyző               | Versenyszám  | Selejtező                   | 32-es főtábla                    | Nyolcaddöntő      | Negyeddöntő       | Elődöntő          | Döntő             | Helyezés |
| Versenyző               | Versenyszám  | Ellenfél Eredmény           | Ellenfél Eredmény                | Ellenfél Eredmény | Ellenfél Eredmény | Ellenfél Eredmény | Ellenfél Eredmény | Helyezés |
| ----------------------- | ------------ | --------------------------- | -------------------------------- | ----------------- | ----------------- | ----------------- | ----------------- | -------- |
| Mohamed Abakkar         | Légsúly      | Neil McLaughlin (IRL) · 0-5 | kiesett                          | kiesett           | kiesett           | kiesett           | kiesett           | 32.      |
| Kasamiro Kashri Marchlo | Könnyűsúly   | erőnyerő                    | Jan Szczepański (POL) · 0-5      | kiesett           | kiesett           | kiesett           | kiesett           | 17.      |
| Timsah Okalo Mulwal     | Kisváltósúly |                             | Emilio Villa (COL) · 0-5         | kiesett           | kiesett           | kiesett           | kiesett           | 17.      |
| Mirgaani Gomaa Rizgalla | Váltósúly    | erőnyerő                    | Wayne Devlin (AUS) · RSC         | kiesett           | kiesett           | kiesett           | kiesett           | 17.      |
| Abdel Salih             | Középsúly    |                             | Hans-Joachim Brauske (GDR) · 2-3 | kiesett           | kiesett           | kiesett           | kiesett           | 17.      |

## Súlyemelés
| Versenyző          | Versenyszám | Nyomás   | Nyomás   | Szakítás | Szakítás | Lökés    | Lökés    | Összesen | Helyezés |
| Versenyző          | Versenyszám | Eredmény | Helyezés | Eredmény | Helyezés | Eredmény | Helyezés | Összesen | Helyezés |
| ------------------ | ----------- | -------- | -------- | -------- | -------- | -------- | -------- | -------- | -------- |
| Samson Sabit Wanni | 56 kg       | 107,5    | 14.      | 75,0     | 22.      | 110,0    | 21.      | 292,5    | 20.      |